# Tach Noir
 (septembre 2021).
Tach Noir est un duo de la musique urbaine au Togo. Le groupe officie sous son propre label Mafia Music.

## Biographie
Leur carrière commence en 2008 avec pour nom de scène Tach Noir. Le duo est formé de Jamy et Bonzy. Le nom du duo fait référence au continent africain. Le duo est considéré comme une référence en matière de musique urbaine au Togo,.   
Il est possible qu'ils soient à l'origine du gwetta, une danse urbaine togolaise, bien que la paternité de la danse soit également attribuée au groupe Toofan.
En 2016 et 2017, ils participent à divers évènements, parmi lesquels La Nuit des mérites (Belgique) organisé par la diaspora togolaise, Miss Togo France, le concert de l'artiste nigérian Tekno aux États-Unis et plusieurs scènes aux Togo. Après leur tournée et une courte pause, le duo est rentré au pays avec le projet Gaou en 2018.

## Discographie

### Singles et collaborations
- 2019 : Krokporokpo[7]
- 2012 : Africashow (feat. Amron) ; Sokadance
- 2013 : N'kpinkou ; Follow my dance (feat. Toofan)
- 2014 : Go down low ; Gwetta congolo ; Nonéné (feat. Sikavi Lauress) ; Jeune vaillant (feat. Toofan, Edson le Zorro et Capitaine Marius) ; Egbangor (feat. Toofan, Capitaine Marius et Edson le Zorro) ; Ega (feat. Mr Bogaga)
- 2015 : Awaleg ; Tomolo (feat. TNT) ; Lamborkor (feat. Floby) ; Eh passeh (feat. Adzistar) ; Amour oshi (feat. Nydal Kelly)
- 2016 : Comment tu fais ça ? ; Pète la forme
- 2017 : Killivi ; Africa women
- 2018 : Gaou
- 2019 : Enjaillement
- 2020 : Balayer Balayer

## Récompenses
- 2013 : Meilleur clip vidéo aux All Music Awards avec Follow my dance[8]
- 2014 : MTV Awards Africa avec Follow My dance[8],[9]
- 2015 : Trophée Heroes des artistes ayant marqué l’année[8]
- 2018 : The Heroes au Togo avec le titre «Gaou»[8]
- 2018 : All Music Awards[10],[11]